# Brodarski institut
Brodarski institut hrvatski je institut tehničkih znanosti u području pomorskih i zelenih tehnologija osnovan 1948. godine. Izvorno se bavio samo trgovačkom i ratnom brodogradnjom, a s vremenom je njegov opseg obuhvatio i razvoj podvodnog oružanja, mornaričkih sustava, istraživanja u području fizike i matematike te srodne djelatnosti za potrebe Jugoslavenske ratne mornarice. Danas je njegovo djelovanje usmjereno prema znanosti o plovnim objektima, energetskim postrojenjima, upravljanju procesima i obnovljivoj energiji. Okret energetici, u prvome redu onoj hidroelektranā, uvelike je uzrokovan sve manjim značajem brodogradnje u Hrvatskoj.
Brodarski institut od svojega je osnutka osobito specijaliziran za projektiranje nadvodnih i podvodnih plovila te je u njemu projektirano više desetaka klasa ratnih brodova i podmornica. Institut je također od samoga začetka projektirao i gradio civilna plovila poput riječnoga putničkog katamarana Millennium Diamond za Olimpijske igre u Londonu 2012. godine.

## Povijest
Brodarski institut nastao je u svrhu znanstveno-usmjerenoga razvoja pomorstva u SFR Jugoslaviji. Na prijedlog brodograditeljskih stručnjaka Stanka Šilovića, Josipa Šretnera i Antona Jagodnika, Centralna uprava brodogradnje Jugoslavije osnovala je Brodarski naučni institut 1948. godine, čiji je prvi direktor bio Šilović. Izgradnja Instituta započela je u Zagrebu, gdje je 1954. godine dovršena upravna zgrada, a nakon nje i razni laboratoriji, četiri hidrodinamička bazena te dva kavitacijska tunela.
Godine 1956., Brodarski naučni institut spojen je s Mornaričko-tehničkim institutom i premješten u Split pod nazivom Uprava za mornaričko-tehnička istraživanja. Do 1959. godine, ponovno preimenovana Uprava mornaričko tehničkih instituta premještena je u Zagreb uz svečano otvorenje povodom dovršenja njoj namijenjene zgrade, a u njoj su djelovala tri instituta: Institut za brodsku hidrodinamiku, Institut za mornaričko naoružanje te Institut za brodogradnju. Godine 1967. Uprava je postala jedinstvena i samostalna ustanova pod nazivom Brodarski institut i pod upravom Jugoslavenske narodne armije. Brodarski je institut dobio vlastito financiranje, uveo samoupravljanje te ostvario mogućnost ugovaranja poslova s nedržavnim i inozemnim tvrtkama. Godine 1968. potpuno je dovršena izgradnja postrojenja potrebnih za punu operativnost instituta.

### Od 1991.
Osamostaljenjem Republike Hrvatske 1991. godine, Brodarski institut prešao je u vlasništvo države kao institucija od posebnog interesa i znanstvenoistraživačka organizacija. Tijekom Domovinskog rata služio je unaprijeđenju Hrvatske Vojske glede oklopnih vozila, projektila i podmornica. Nakon što mu je prekinuto financiranje iz državnog proračuna, Institut je 1992. godine registriran kao društvo s ograničenom odgovornošću, a djelovanje mu je bilo usredotočeno na komercijalne ugovore. Tijekom 1990-ih, Brodarski se institut zbog malog broja projekata brodogradnje u Hrvatskoj okrenuo suradnji s HEP-om, Hrvatskim vodama te Hrvatskim cestama, uključujući projekte poput dizajniranja tunela sv. Rok. Institut se u novije doba bavio prije svega energetskim istraživanjima, osobito u polju obnovljivih izvora energije i zelenih tehnologija, no održava djelatnost vezanu uz plovne objekte, hidrodinamiku i slično.
Institutu je 2015. godine počeo pad prihoda, koji je s tadašnjih 4 milijuna eura dosegao tek 1,3 milijuna eura 2020. godine te se ostvarivao prvenstveno kroz iznajmljivanje nekretnina. Prema navodima CERP-a, u četiri godine krajem 2010-ih tvrtka je izgubila više od 4,7 milijuna eura, odnosno preko 800 tisuća eura godišnje.
Godine 2017., nakon uspostave novog Nadzornog odbora i Uprave Instituta, osmišljen je plan restrukturiranja koji bi u rad Instituta uključio znanstvene i obrazovne projekte pored komercijalnih. Znanstveni rad trebao je tako sačinjavati 30 % aktivnosti, što bi omogućilo prijavu za sredstva iz fondova EU. Ipak, do 2021. godine Institut je imao obveze od 10,2 milijuna eura te zajam od 3,5 milijuna dobiven od slovačke tvrtke SE Construction, zbog čega je odlučeno da će tvrtka morati ići u stečaj.

### Likvidacija
Dana 26. veljače 2021. Institut je ušao u blokadu, a do kraja lipnja iste godine Fina je Trgovačkom sudu u Zagrebu podnijela prijedlog za otvaranje stečajnog postupka. Vlada je u vidu toga Institutu isplatila zajam od ukupno 60 milijuna kuna, čime bi objekti Instituta ostali u državnom vlasništvu, a vjerovnici zadržali založno pravo. Kako piše Faktograf, »ukupne obveze [Instituta] krajem rujna iznosile su 77 milijuna kuna, od čega obveze čije je ispunjenje osigurano založnim pravom na nekretninama iznose približno 67,5 milijuna kuna.« Isplatom zajma dobivenog od Vlade, sve su nekretnine Instituta prešle u državno vlasništvo i Centar za restrukturiranje i prodaju donio je odluku o prestanku rada te imenovao likvidatora. Prema izjavi ministra Darka Horvata, Institut nije uspio provesti restrukturiranje predviđeno nekolicinom planova, koji su se temeljili na pretpostavljenim velikim projektima u budućnosti.
Vlada je pri isplati zajma procijenila da je tržišna vrijednost nekretnina (objekata i zemljišta) u posjedu Instituta 299,5 milijuna kuna (39,7 milijuna eura), a hipoteke su nad njima imale tvrtke: SE Constructions, HBOR, Ministarstvo financija i Projekt Sortina.

### Centar izvrsnosti
U siječnju 2025. godine sklopljen je sporazum s likvidatorom kojim su vlasništvo nad zemljištem i objektima dobili Ministarstvo znanosti, obrazovanja i mladih te Ministarstvo unutarnjih poslova. Prema Poslovnom dnevniku, plan je ministarstava bio u prostore smjestiti rad Civilne zaštite i FER-a, koji bi ondje uredio sjedište za projekt Centra izvrsnosti u pomorskoj robotici i tehnologijama za održivu plavu ekonomiju (CoE MARBLE) u suradnji s nekoliko stranih i hrvatskih institucija te Institutom Ruđer Bošković. Projekt je odabran za financiranje iz fondova EU u iznosu od 30 milijuna eura nakon godinu i pol evaluacije.
Dana 4. veljače 2025. Centar za izvrsnost svećano je otvoren u zgradama Instituta. Prema navodima voditelja Nikole Miškovića, FER je od Vlade dobio dozvolu za korištenje okruglog bazena, uredskih prostora i »prostora u kojima će se raditi istraživanja«. Također je izjavio da će fakultet uložiti u obnovu infrastrukture.

## Inovacije, istraživanja i razvoj
Od osamostaljenja Republike Hrvatske, znanstvenici Brodarskoga instituta su vodili pedesetak znanstvenih i tehnologijskih projekata koje je financiralo Ministarsvo znanosti, obrazovanja i sporta.
Brodarski institut je dobitnik Zlatne kune za inovacije 2007. godine, Velike nagrade Hrvatskog dizajnerskog društva za najbolji dizajnerski proizvod 2012. godine te brojnih drugih nagrada i priznanja.

## Bazeni za ispitivanje
U Brodarskom institutu nalaze se četiri bazena za tegljenje modela brodova u kojima se ispituje hidrodinamika broda i dva kavitacijska tunela za ispitivanje modela propelera. Najdulji bazen dugačak je čak 302,5 metra. Veliki bazen dugačak je 276,3 metara, širok 12,5 metara, a dubok 6 metara. U njemu se mogu ispitivati modeli najveće duljine do 10 metara. Bazen je opremljen kolicima mase 55 tona koja mogu povući model do najveće brzine od 14 metara u sekundi. Bazeni su opremljeni i generatorom valova koji može simulirati duljinu vala do 40 metara.
Prije završetka zgrade Instituta, u kojoj je prvo ispitivanje provedeno 1954. godine, modeli su se ispitivali na jezeru Bajer u Gorskom Kotaru.
Već se u početku djelovanja Instituta ispitivalo i do 40 modela svake godine, a od utemeljenja Brodarskog instituta do danas izrađeno je i ispitano gotovo 1400 modela brodova i 1200 modela propelera.

## Arboretum
U 1960-ima na zemljištu Instituta uređen je arboretum koji je uredila arhitektica Mira Halambek-Wenzler, a s vremenom je dobio nadimak »Botanički vrt Novog Zagreba«. U njemu su zasađene razne biljne vrste rijetko korištene u ostalim vrtovima Zagreba poput japanskog cedara, a prema nekim procjenama i više od 2500 zasebnih »stabala i grmova«. U 2000-im godinama arboretum je zajedno sa zgradama Instituta zabilježen kao kulturni spomenik. Godine 2017. zamijećeno je rušenje stabala u njemu te odlaganje građevinskog materijala, a pročelnik gradskog ureda za prostorno uređenje, izgradnju i graditeljstvo izjavio je da je to učinjeno »zbog zaštite građana«.
Po započetom postupku likvidacije Instituta, ulaz u arboretum zabranjen je nezaposlenima. Park je neko vrijeme održavala gradska tvrtka Zrinjevac, no postupkom likvidacije održavanje je u potpunosti prekinuto, za što je CERP okvirio likvidatore.

## Direktori
- Igor Trpković – smijenjen prema odluci CERP-a
- Ruđer Friganović – postavljen prema odluci CERP-a, kao direktor Jadranbroda podnio otkaz zbog sukoba interesa
- Denis Duralija (od 2021.)

## Galerija
- Plaketa s nazivom i logotipom instituta na portirnici kod njegovog zapadnog ulaza, 2025.
- Zapadni ulaz u Institut, 2025.

## Vanjske poveznice
- Brodarski institut Hrvatska tehnička enciklopedija, portal hrvatske tehničke baštine. LZMK

- Hidrodinamika broda Hrvatska tehnička enciklopedija, portal hrvatske tehničke baštine. LZMK